# Apollineo e dionisiaco
Apollineo e dionisiaco è un'antitesi dei due principi o concetti fondamentali della filosofia di Friedrich Nietzsche, comparsi per la prima volta nell'ambito di un corso di lezioni sulla tragedia tenuto presso l'Università di Basilea nel 1870 e successivamente citati in un suo trattato intitolato La visione dionisiaca del mondo . Le due categorie approfondite nell'opera La nascita della tragedia (1872) rappresentano i due impulsi essenziali dai quali nacque l'antica tragedia attica, «opera artistica altrettanto dionisiaca quanto apollinea».
Nell'ambito della polemica antipositivista della seconda metà dell'Ottocento in Europa, lo spiritualismo assunse un ruolo primario, ma fu lo stesso antipositivismo che si tradusse in termini spiritualistici, come dimostra la stessa terminologia nietzschiana che parla appunto di "spirito" apollineo e dionisiaco. Solo al principio del Novecento lo spiritualismo, ormai distintosi dall'antipositivismo, si costituì definitivamente come dottrina filosofica autonoma.
Nell'opera postuma Ecce homo, un'autobiografia filosofica, Nietzsche analizza il valore dicotomico che contraddistingue la sua intera opera filosofica, descrivendo e rivedendo la sua vita alla luce dello spirito dionisiaco e del nichilismo passivo. In questo senso finirà l'autobiografia con una domanda: "Cristo o Dioniso?", vedendo nel cristianesimo la negazione dei valori vitali dell'Oltreuomo (Übermensch).

## La nascita della tragedia

### Il culto di Dioniso
Il termine dionisiaco deriva dalla figura del dio greco Dioniso, il quale è derivato da una lunga tradizione giunta in Grecia a opera delle tradizioni orientali. Attraverso l'analisi della nascita della tragedia da parte di Nietzsche è possibile tracciare il percorso storico che accompagnò il culto dionisiaco nella cultura greca, prima sotto forma di culto orfico (con Zagreo e l'omicidio di Dioniso per mano dei Titani) e poi sotto forma di rito orgiastico durante le feste dionisiache che avevano luogo nella Atene dell'età classica, in cui veniva festeggiato il Dio attraverso dei balli compulsivi a ritmo ditirambico, al fine di raggiungere lo stato di ebbrezza e il superamento del proprio io individuale, del "principium individuationis", per fare emergere il proprio sé naturale, tipico dell'impulso vitale, della creatività, del desiderio colto nel suo aspetto più istintivo e pre-razionale.
Nietzsche racconta in modo chiaro e distinto l'approccio dei greci nei confronti di questo culto orientale, il procedere dei suoi cortei, la manifestazione e lo scatenarsi dei partecipanti attraverso urla e grida, e il suo lento, ma inesorabile riconoscimento all'interno della stessa cultura greca, la quale riadattò lo stile orientale aggiungendo quelle sfumature conseguenti dallo stile culturale greco governato e diretto dall'influsso apollineo, così da aggiungere all'originale corteo orientale l'impiego di flauti e maschere raffiguranti lo stesso Dioniso.

### Dall'armonia con il dionisiaco al prevalere dell'apollineo
La filologia classica al tempo di Nietzsche era convinta che il mondo della civiltà greca fosse stato caratterizzato da uno spirito di equilibrio, di armonia che in realtà, secondo Nietzsche, conviveva in contrasto con lo spirito dionisiaco: il primo dominava nell'arte della scultura e dell'architettura, il secondo nella musica e nella poesia lirica. Accanto alla serena religione degli dei olimpici si svolgevano i riti dionisiaci caratterizzati da ebbrezza ed esaltazione entusiastica del sesso. Si possono perciò distinguere nella storia greca tre periodi: nel primo avviene il miracolo della convivenza dello spirito apollineo e di quello dionisiaco separati tra loro come appaiono nelle tragedie di Eschilo e Sofocle, nel secondo i due spiriti si armonizzano, nella terza con Euripide e Socrate lo spirito apollineo prevale sempre più.
La tragedia attica di Eschilo e Sofocle, secondo Nietzsche, avrebbe rappresentato un perfetto equilibrio tra dionisiaco e apollineo. Questa armoniosa simmetria di contrasti avrebbe consentito al pubblico di immedesimarsi spontaneamente nell'eroe tragico, riscoprendo così l'unità del genere umano nella condizione precaria e caduca dell'esistenza. Per comprendere il pessimismo greco, che Nietzsche avvertiva essere forte e radicato ma allo stesso tempo non decadente, Nietzsche riconosce come l'uomo greco percepisse a fondo la negatività e la caducità dell'esistenza, ma anche come riuscisse, tramite lo spirito dionisiaco, a superare il nichilismo che questo avrebbe comportato a risollevarsi con un "pessimismo del coraggio".
Ciò che porterà la tragedia alla decadenza sarà la sconfitta e la ritirata del dionisiaco: gli imputati principali sono Euripide e Socrate colpevoli di avere esasperato l'interpretazione razionale del mondo, sostenendone la comprensibilità e un'ottimistica positività – elementi che annullarono il dionisiaco – di cui esso era l'antitesi per eccellenza – e portarono alla decadenza della tragedia in Euripide.
Nell'incipit dell'opera Nietzsche scrive:
Questi vocaboli li prendiamo a prestito dai greci (...). Sulle loro due divinità artistiche, Apollo e Dioniso, è fondata la nostra teoria che nel mondo greco esiste un enorme contrasto, enorme per l'origine e per il fine, tra l'arte figurativa, quella di Apollo, e l'arte non figurativa della musica, che è propriamente quella di Dioniso. I due istinti, tanto diversi tra loro, vanno l'uno accanto all'altro, per lo più in aperta discordia, ma pure eccitandosi reciprocamente a nuovi parti sempre più gagliardi, al fine di trasmettere e perpetuare lo spirito di quel contrasto, che la comune parola «arte» risolve solo in apparenza; fino a quando, in virtù di un miracolo metafisico della «volontà» ellenica, compaiono in ultimo accoppiati l'uno con l'altro, e in questo accoppiamento finale generano l'opera d'arte, altrettanto dionisiaca che apollinea, che è la tragedia attica.)»

### Lo spirito apollineo
Lo spirito apollineo è quel tentativo (proprio soprattutto dell'Antica Grecia) di cogliere la realtà tramite costruzioni mentali ordinate, negando il caos che è proprio della realtà e non considerando l'essenziale dinamismo della vita. Lo spirito apollineo, cioè, è la componente razionale e razionalizzante dell'individuo, contrapposta allo spirito dionisiaco, che rappresenta il suo contrario.
L'uomo nell'arte e nella vita vive come in un «sogno», di modo che in contrapposizione alla realtà «la vita diviene tollerabile e meritevole di essere vissuta». Il dolore si libera nel sogno; con il sopraggiungere dello spirito dionisiaco invece l'uomo vive intensamente la natura e i rapporti con gli altri uomini:

### Il superamento dell'apollineo
Nietzsche sostiene che ci sia una fondamentale visione dolorosa dell'esistenza in seno al pensiero greco, in cui l'idea della morte e della vanità di tutte le cose si radica ossessivamente. Rifacendosi a un testo di Plutarco, Nietzsche racconta il lungo inseguimento, da parte del re Mida, di Sileno per chiedergli il senso della vita. È proprio l'essere dionisiaco, cioè il Sileno, a rivelare per primo questa verità a re Mida che lo interrogava insistentemente su quale fosse il bene supremo della vita. Il Sileno rispondeva: «Stirpe miserabile ed effimera, figlio del caso e della pena, perché mi costringi a dirti ciò che per te è vantaggiosissimo ("das Ersprießlichste") non sentire? Il meglio è per te assolutamente irraggiungibile: non essere nato, non essere, essere niente. Ma la cosa in secondo luogo migliore per te è morire presto.». L'uomo non può conseguire la vita migliore e allora, poiché non si può evitare di essere nato, la cosa migliore è morire presto.
Il terrore davanti a questa verità si colora davanti agli occhi dei greci con le immagini orride dei Titani, cioè le divinità barbariche pelasgiche che nella tradizione occidentale, nella mitologia greca, uccidono facendo a pezzi Dioniso poi ricomposto da Apollo. Per esorcizzare la visione di questo panorama di morte i greci crearono le divinità olimpiche, la cui connotazione fondamentale è la forza vitale. Ecco che un primo abbozzo dell'apollineo si viene a sovrapporre al primo abbozzo del dionisiaco sostituendolo.
Ma quella che a prima vista appare come dialettica di elementi irriducibili gli uni agli altri si viene in realtà a smorzare nel momento in cui ci si rende conto che gli dei olimpici sono figli dei Titani, e di Crono e di Rea in particolare. Comunque sia, sulla scorta dei loro padri, gli eroi omerici dichiarano apertamente l'amore per la vita (l'ombra di Achille interrogata da Ulisse nel paese dei Cimmeri dichiara che preferirebbe essere schiavo di un contadino per godere ancora della luce del sole piuttosto che regnare tra i morti).
Al di fuori della metafora della società greca, Nietzsche propone come soluzione al crescente nichilismo e pessimismo dei suoi tempi l'accettazione senza remore e l'abbandono completo al flusso della vita. Essa è incomprensibile, è un continuo generare e distruggere, senza che l'uomo possa comprenderne il senso (mostrando così l'influenza di Anassimandro, Anassagora e soprattutto Eraclito, trattati in: La filosofia nell'epoca tragica dei Greci, tra il 1870 e il 1873).
(da La nascita della tragedia)
La concezione deterministico-meccanicistica dell'universo, e consequenzialmente della vita, per Nietzsche è fallace: la vita non è un meccanismo, una rigida sequenza di cause ed effetti che l'uomo può scomporre e ricomporre, anzi, ogni tentativo dell'uomo di "impadronirsene", ovvero di comprenderla, non può che fallire, dal momento che la vita non è sottoposta a un ordine razionale superiore. L'espressione che Nietzsche usa in questo senso è natura rerum, una natura delle cose che l'uomo può forse comprendere solo in parte, ma di cui certamente non si può appropriare per l'evidente trascendenza alla mente umana che la caratterizza. Quindi l'unico modo per reagire alla dolorosissima presa di coscienza che la vita non ha senso, né tantomeno uno scopo e una fine, è abbandonarsi in toto a essa, con un coraggioso "dire di sì".